# پل لیشاوندان
پل لیشاوندان مربوط به دوره قاجار است و در شهرستان رشت، روستای لیشاوندان واقع شده و این اثر در تاریخ ۱۲ آذر ۱۳۷۵ با شمارهٔ ثبت ۱۷۸۲ به‌عنوان یکی از آثار ملی ایران به ثبت رسیده است.